# Cnaeus Domitius Afer
Cnaeus Domitius Afer (i. e. 1. század – 59) római szónok
Nemasusból származott, 25-ben praetor volt. 26-ban vád alá fogta Claudia Pulchrát, Agrippina rokonát, ezért később Caligula üldözte, de végül felmentették. 39-ben consul volt. Jóhírű szónok volt, különösen a törvényszéki perbeszédekben. Beszédeiből és irataiból Quintilianusnál maradt fenn néhány töredék.
| Elődei: Cnaeus Domitius Corbulo (suff) és Lucius Apronius Caesianus | Consul 39 (suff) collega: Aulus Didius Gallus (suff) | Utódai: Caius Caesar Caligula egyedüli consul |